# Magog
Pour les articles homonymes, voir Magog (homonymie).
Magog (localement : [ˈmeɪɡɔːɡ]; [maˈɡɔɡ]) est une ville canadienne au Québec, chef-lieu de la MRC de Memphrémagog, dans la région de l'Estrie. Elle fait partie de la région touristique des Cantons-de-l'Est.

## Histoire et toponymie
Les plus anciens habitants connus de la région de Magog sont les amérindiens Abénakis. Ralph Merry (en), considéré aujourd'hui comme le fondateur du village de Magog, émigra du Massachusetts au Bas-Canada en 1798 et se fixa sur le lot n° 6 du XVIIe rang de Bolton. Il acheta tous les lots voisins et devint propriétaire de tout le terrain du village de Magog. Il joua un rôle de premier plan dans le développement de Magog comme maire, juge de paix, cultivateur et industriel. En 1821, il construisit une maison qui existe encore aujourd’hui. Ladite maison est située au coin des rues Merry et Principale ouest, près du centre-ville. Elle est maintenant un lieu de mémoire citoyen sous le nom de maison Merry.
La localité était initialement nommée Outlet (soit « émissaire d'un lac » en anglais). Le nom de Magog sera donné à partir de 1855 et provient des Abénakis qui, dès 1690, appelaient Memphrémagog les rivières et les lacs des futurs Cantons de l’Est. Memphrémagog signifie en abénaquais « grande étendue d’eau »,.
À la fin du XIXe siècle et au cours du XXe siècle, l'industrie textile domine l'économie de Magog, notamment avec l'usine de textile de Magog qui engage plus de personnes que la population totale de la ville. En 1907, une crèche est ouverte par les Filles de la charité du Sacré-Cœur de Jésus pour les enfants des femmes qui travaillent à l'usine ; le bâtiment sert également pour les malades et les personnes âgées. La communauté religieuse s'occupait également  du Couvent du Sacré-Cœur, devenu le couvent Saint-Patrice  ,. Ce n'est qu'aux environs de 1960-1970 que l'économie se diversifie avec une augmentation du tourisme, des services et grâce à la diversification du parc industriel.
Le tourisme en 2022 de Magog n'est pas à la même hauteur que les années précédentes. Ceci est causé par le coût de l'essence, le contexte d'inflation ainsi que par la météo peu indulgente pour des activités extérieures.

## Géographie
Magog est située au nord-est du lac Memphrémagog, à la confluence du lac et de la rivière Magog, dans laquelle les eaux du lac se déversent. Chef-lieu de la MRC Memphrémagog, elle est la deuxième ville en importance en Estrie jusqu'en juillet 2021. Elle est maintenant la troisième ville en importance en Estrie. Située à l'intersection des autoroutes 10 et 55, tout près de la frontière américaine, à 1 heure de Montréal et 2h30 de Québec.
Avec les fusions municipales de 2002 décidées par le gouvernement du Québec, Omerville a été fusionnée à la municipalité. Le canton de Magog, du côté est et ouest du lac, a aussi été fusionné. Depuis ces fusions, la population de la ville a atteint, en 2006, 23 800 citoyens et 28 312 citoyens en 2021.
Le problème des microparticules de plastique y devient préoccupant. La ville a donc commandé une cartographie pour avoir le portrait de cette contamination des eaux de la rivière.

## Démographie
| 1991   | 1996   | 2001   | 2006   | 2011   | 2016   | 2021   |
| ------ | ------ | ------ | ------ | ------ | ------ | ------ |
| 14 034 | 14 050 | 22 535 | 23 880 | 25 692 | 26 669 | 28 312 |

### Langue
Bien que la ville fût fondée par des loyalistes anglais, la très forte majorité des Magogois et des Magogoises ont aujourd'hui le français comme langue maternelle. Ce changement démographique est venu au cours de la deuxième moitié du dix-neuvième siècle, avec l'arrivée massive de Canadiens-français venant travailler dans les usines en plein essor.
| Langue maternelle   | Total  | Pourcentage |
| ------------------- | ------ | ----------- |
| Français seulement  | 25 355 | 91 %        |
| Anglais seulement   | 1 485  | 5,3 %       |
| Français et anglais | 425    | 1,5 %       |
| Autre(s) langue(s)  | 600    | 2,2 %       |
| Total               | 27 865 | 100 %       |

## Administration
Les élections municipales se font en bloc et suivant un découpage de huit (8) districts.
| Magog Maires depuis 2005                                                                                             |                    |         |          |
| Élection | Maire              | Qualité | Résultat |
| 2005 | Marc Poulin        |         | Voir     |
| 2009 | Vicki May Hamm     |         | Voir     |
| 2013 | Vicki May Hamm     | Voir    |          |
| 2017 | Vicki May Hamm     | Voir    |          |
| 2021 | Nathalie Pelletier |         | Voir     |
| Élection partielle en italique Depuis 2005, les élections sont simultanées dans toutes les municipalités québécoises |                    |         |          |

## Éducation
Primaire
- École privée Montessori
- École Brassard-Saint-Patrice
- École des Deux-Soleils
- École Saint-Jean-Bosco
- École Saint-Pie-X
- École Sainte-Marguerite
- École Princess Elizabeth
- École Primaire Du Soltice

Secondaire
- Polyvalente de la Ruche
- École privée Montessori au Centre d'arts Orford (2017)[20]

## Culture
En juillet 2021, la Ville de Magog a adopté sa nouvelle Politique culturelle et patrimoniale. Elle est le fruit d’une démarche collaborative avec les citoyennes et les citoyens ainsi qu’avec les partenaires locaux.
En août 2021, le premier record Guiness du plus grand rassemblement pour une danse en ligne country a été établi sur la rue Principale avec 1500 participants.[réf. nécessaire]
À la suite d'une hausse flagrante des incivilités durant la pandémie de la Covid-19, la ville annonce que seuls les citoyens qui envoient des demandes avec civisme obtiendront réponse.
Durant l’été, le festival Magog Country célèbre la musique et la danse country à la pointe Merry, avec spectacles, danse en ligne et animations. La ville propose également la Fête de l’eau, un événement estival familial qui se déroule à la plage des Cantons et offre des activités nautiques, des jeux gonflables et des animations. Le festival Spirituo est un événement dédié aux spiritueux, qui se tient au centre-ville de Magog. Il propose des dégustations de distilleries québécoises, des ateliers de mixologie et des animations.
Durant le temps des Fêtes, Magog Magique anime le centre-ville avec un marché de Noël, des animations et l’illumination du grand sapin. Chaque février, la ville organise la Fête des neiges, un événement hivernal avec glissades, patinage et spectacles.
À chaque année , Magog s'amine pour la fête des vendanges avec des dégustations de vins et spiritueux , découverte des produits québécois et artisanaux ainsi que des prestations musicales.

## Lieux d'intérêt
On compte parmi les lieux d'intérêts, le lac Memphrémagog, le centre commercial des Galeries Orford sur la rue Sherbrooke, la rue Principale, la maison Merry, et le parc national du Mont-Orford. La grande fête gourmande du Québec, la Fête des vendanges se déroule chaque année au parc de la baie de Magog. D'autre part, l'ancienne église Art déco Sainte-Marguerite-Marie a été convertie, en 2011, en une bibliothèque municipale. Située dans le quartier des tisserands, elle représente un autre lieu d'intérêt de la ville de Magog.

### En bordure du lac
La baie de Magog est l'endroit où la rivière Magog prend sa source pour ensuite traverser le cœur de la ville. On[style à revoir] y trouve des commerces, restaurants et services nautiques.
La pointe Merry ainsi que la plage Merry sont des installations municipales sur la rive, un grand espace vert où, été comme hiver, des activités culturelles, sportives et de toutes sortes sont organisées par les différents partenaires de la ville de Magog. On[style à revoir] y retrouve une plage publique, un parc, deux stationnements, une piste cyclable, une voie piétonne, une patinoire en hiver, le Sentier glacé de Magog, ainsi qu'une dizaine d'autres installations en bordure du lac.
À l'extrémité ouest de la promenade sur le lac, on retrouve[style à revoir], près du skatepark et de la station d'information touristique, la rue Cabana. La rue Cabana se trouve sur une pointe de terre qui délimite la sortie du marais et la fin de la baie de Magog. Au bout de la pointe, on retrouve[style à revoir] le club nautique.
Plus à l'ouest encore, on retrouve[style à revoir] le Memphré-Club, un domaine de condominiums bâti sur le marais dans les années 1990. Le domaine possède une très belle plage sur le bord du lac. Juste à côté, on retrouve[style à revoir] le terrain de la ville nommé la plage des Cantons, anciennement la plage municipale du Canton de Magog, elle est aujourd'hui un centre sportif. Elle y accueille l'équipe de Triathlon de la ville, ainsi que le Yacht Club, qui lui héberge l'équipe de voile Memphrémagog. On y offre[style à revoir] aussi des cours et des tours guidés du marais, ainsi que des locations d'embarcations à voile ou de kayak et canots. Tout près, on retrouve[style à revoir] le centre sportif Azur, on peut y pratiquer le tennis, la natation ou l'escalade avec des professionnels. En bordure du marais de la Rivière aux Cerises sur le chemin Roy, on retrouve[style à revoir] depuis 2011 le Centre d'interprétation du Marais. Le bâtiment est une construction écologique et on y offre[style à revoir] des cours, des ateliers, des activités éducatives et des expositions temporaires.
La municipalité offre[Quoi ?] depuis janvier 2012 un tout nouveau centre sportif régional situé dans l'école secondaire de la Ruche. Celle-ci inclut une salle de musculation, une palestre, quatre gymnase, un nouveau terrain de football en gazon synthétique, ainsi qu'une piscine municipale intérieure qui sera prête à l'été 2012.
Au milieu juin (13-14-15-16 juin en 2012) a lieu Le Cirque des Étoiles, un cirque qui offre du comique et des acrobaties par des jeunes des écoles primaires et de l'école secondaire de la ville. Cet évènement a lieu au centre-ville, dans le Parc des Braves.

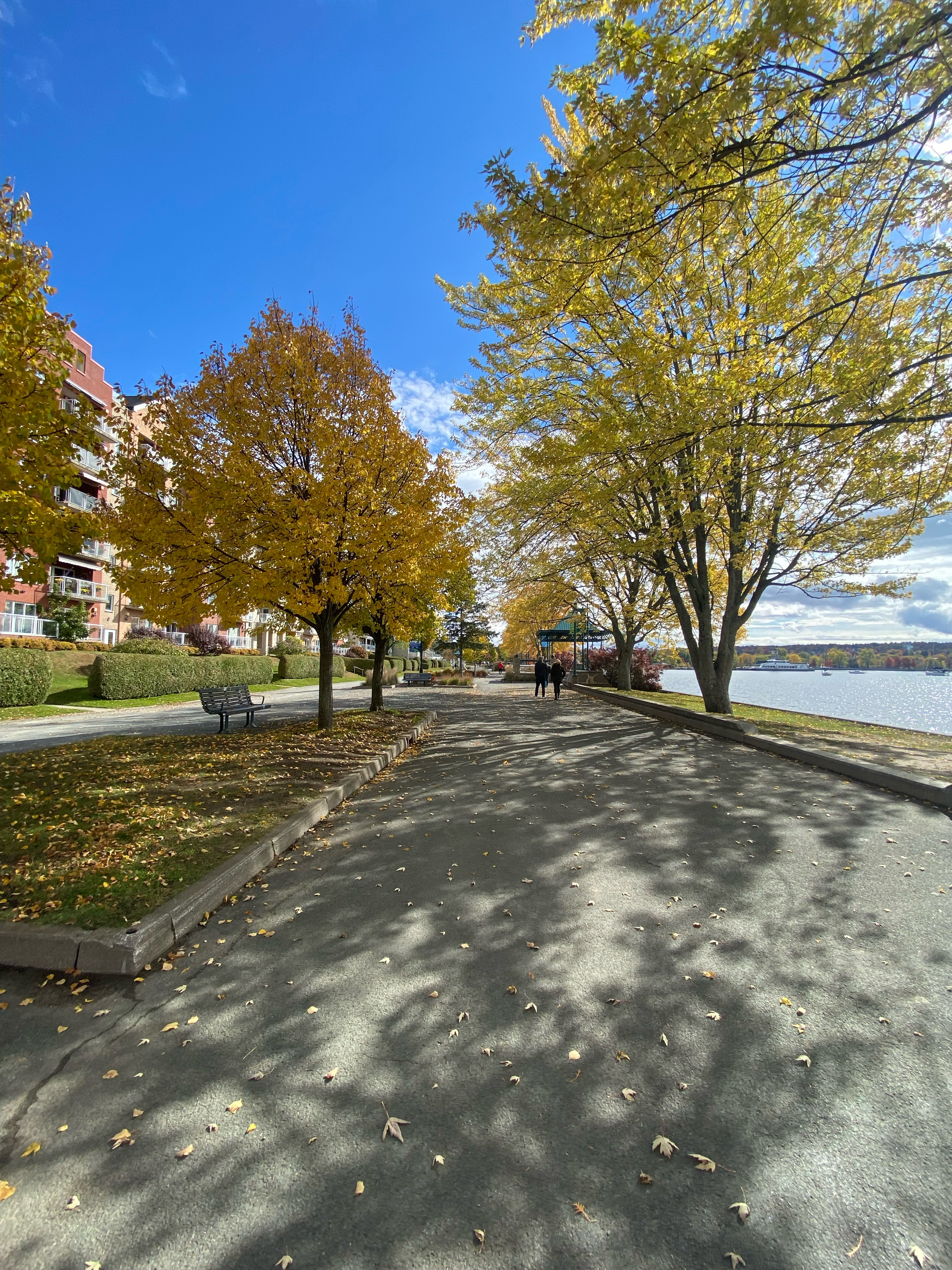
Les couleurs du mois d'octobre à Magog

Le lac Memphrémagog (et ses alentours) propose plusieurs activités dont la baignade, la marche, le vélo et la promenade en bateau. Le quai Mac Pherson, à l'extrémité nord du Parc de la Pointe Merry, est le point de départ de croisières.
Selon le folklore local, une créature légendaire nommée « Le Monstre du Memphré » vivrait dans les eaux du lac.
Située à proximité du lac Memphrémagog et offrant une vue magnifique sur les monts Orford et Owl’s Head, la terrasse du bistro Kóz, à Magog, est, l'une des plus belles terrasses de la région.

## Climat
| Mois                              | jan.  | fév.  | mars | avril | mai  | juin | jui. | août | sep. | oct. | nov. | déc.  |
| --------------------------------- | ----- | ----- | ---- | ----- | ---- | ---- | ---- | ---- | ---- | ---- | ---- | ----- |
| Température minimale moyenne (°C) | −14,9 | −13,5 | −7,3 | −0,1  | 6,4  | 11,7 | 14,3 | 13,2 | 8,6  | 2,9  | −2,9 | −10,7 |
| Température moyenne (°C)          | −10,4 | −8,8  | −2,8 | 4,6   | 12   | 16,9 | 19,4 | 18,2 | 13,3 | 7,1  | 0,5  | −6,7  |
| Température maximale moyenne (°C) | −5,9  | −4    | 1,7  | 9,3   | 17,5 | 22,1 | 24,5 | 22,3 | 18   | 11,4 | 3,9  | −2,7  |

## Galerie

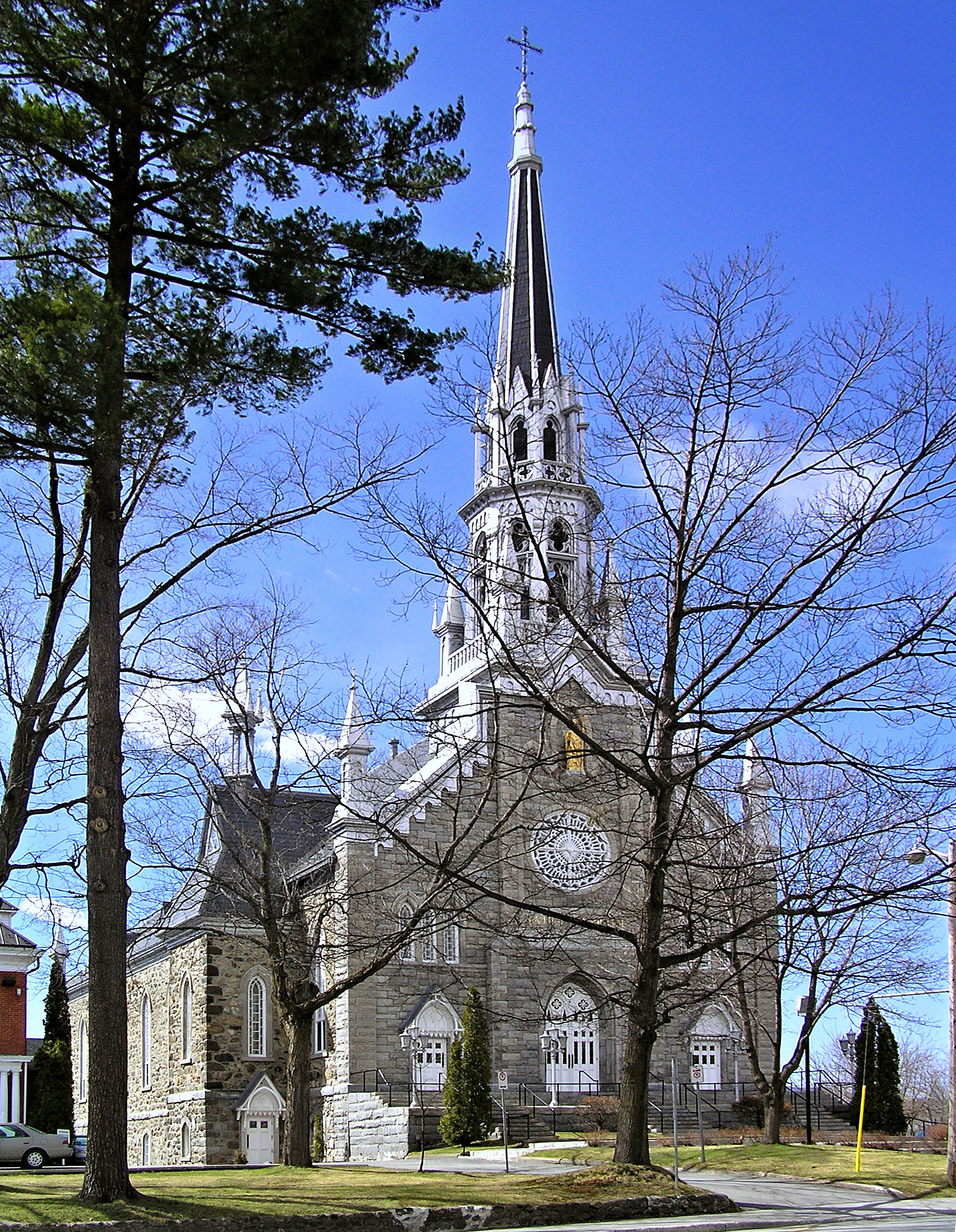
Église Saint-Patrice
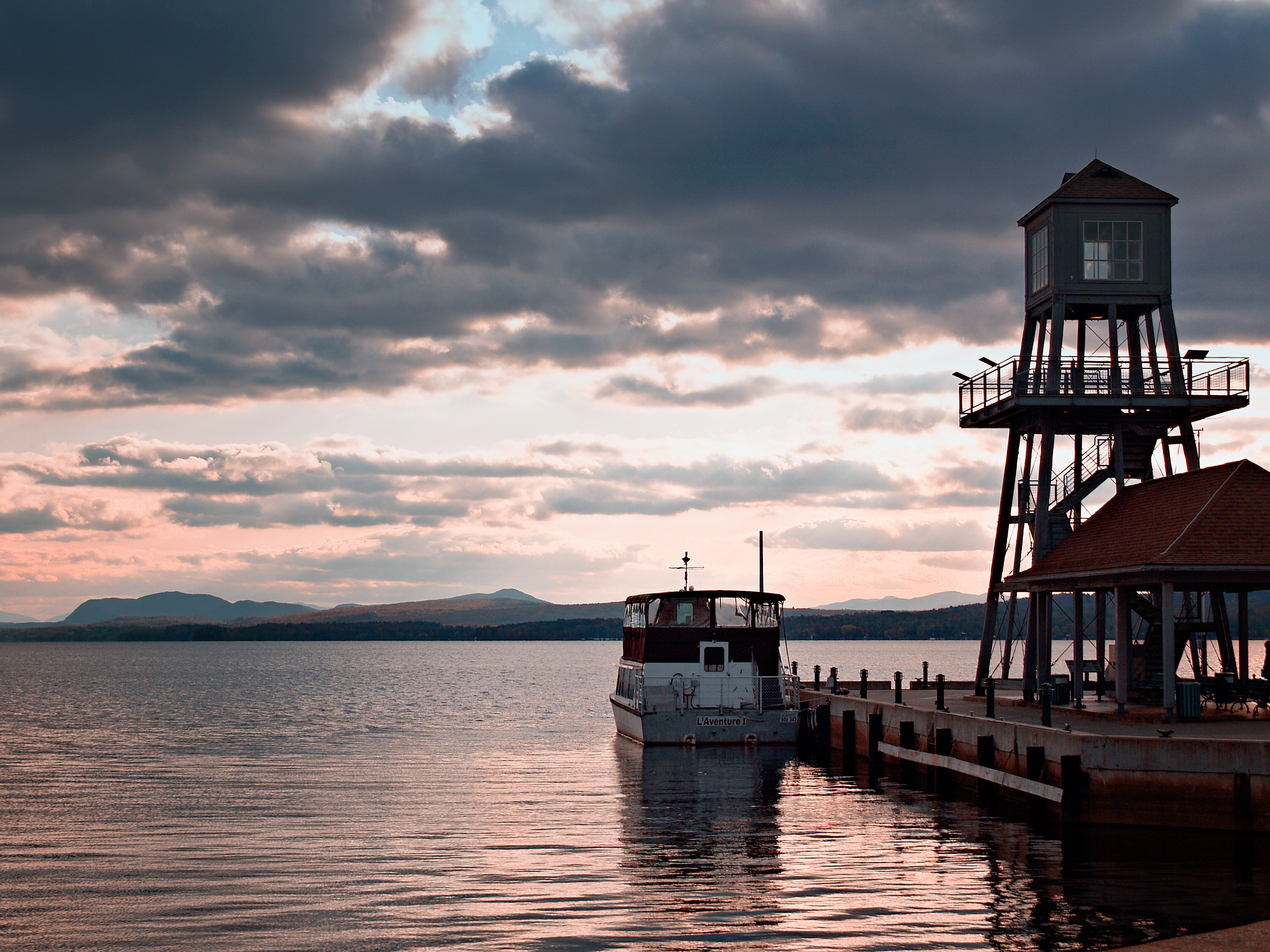
Quai Mac Pherson au nord du Parc de la Pointe Merry
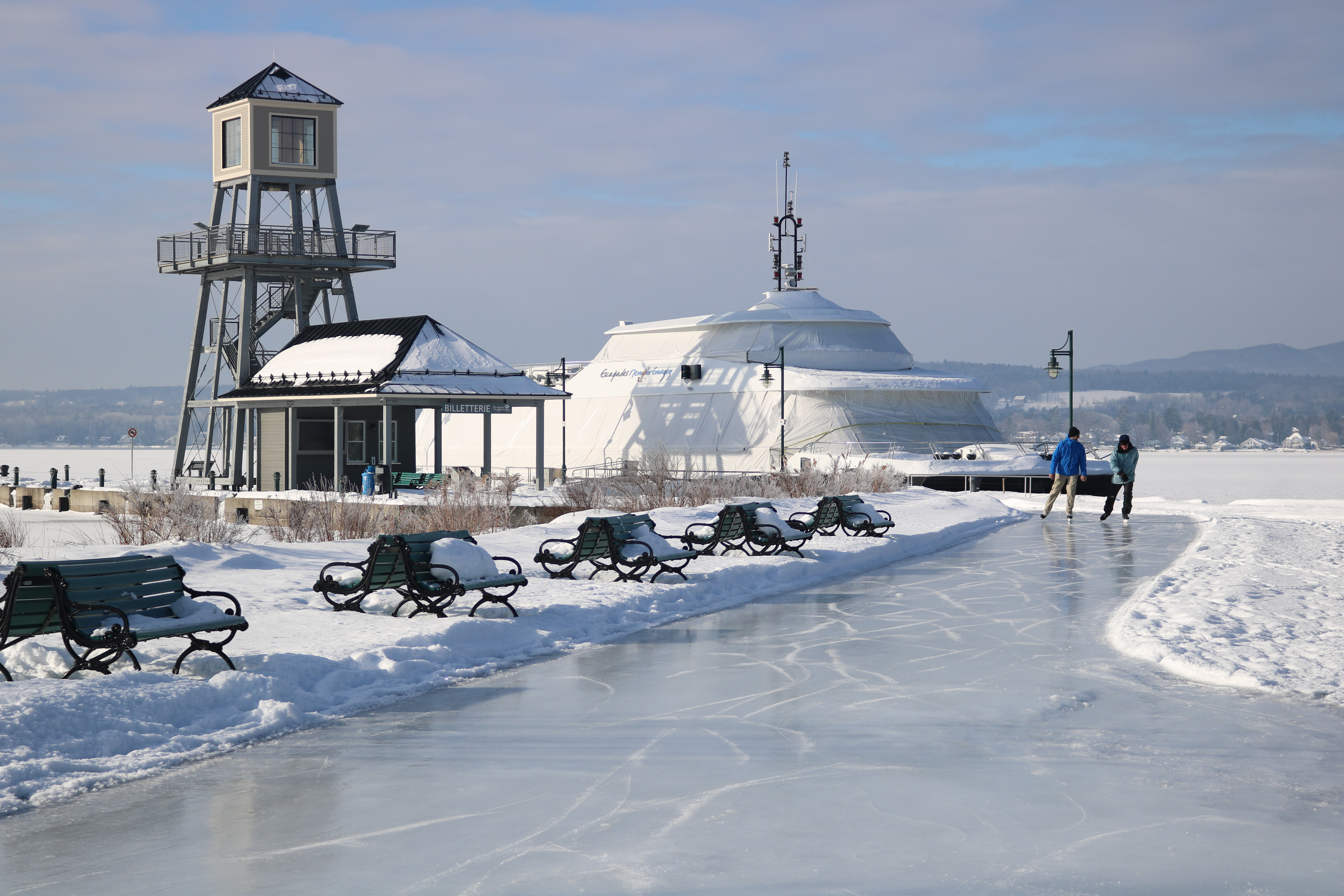
Sentier glacé de Magog
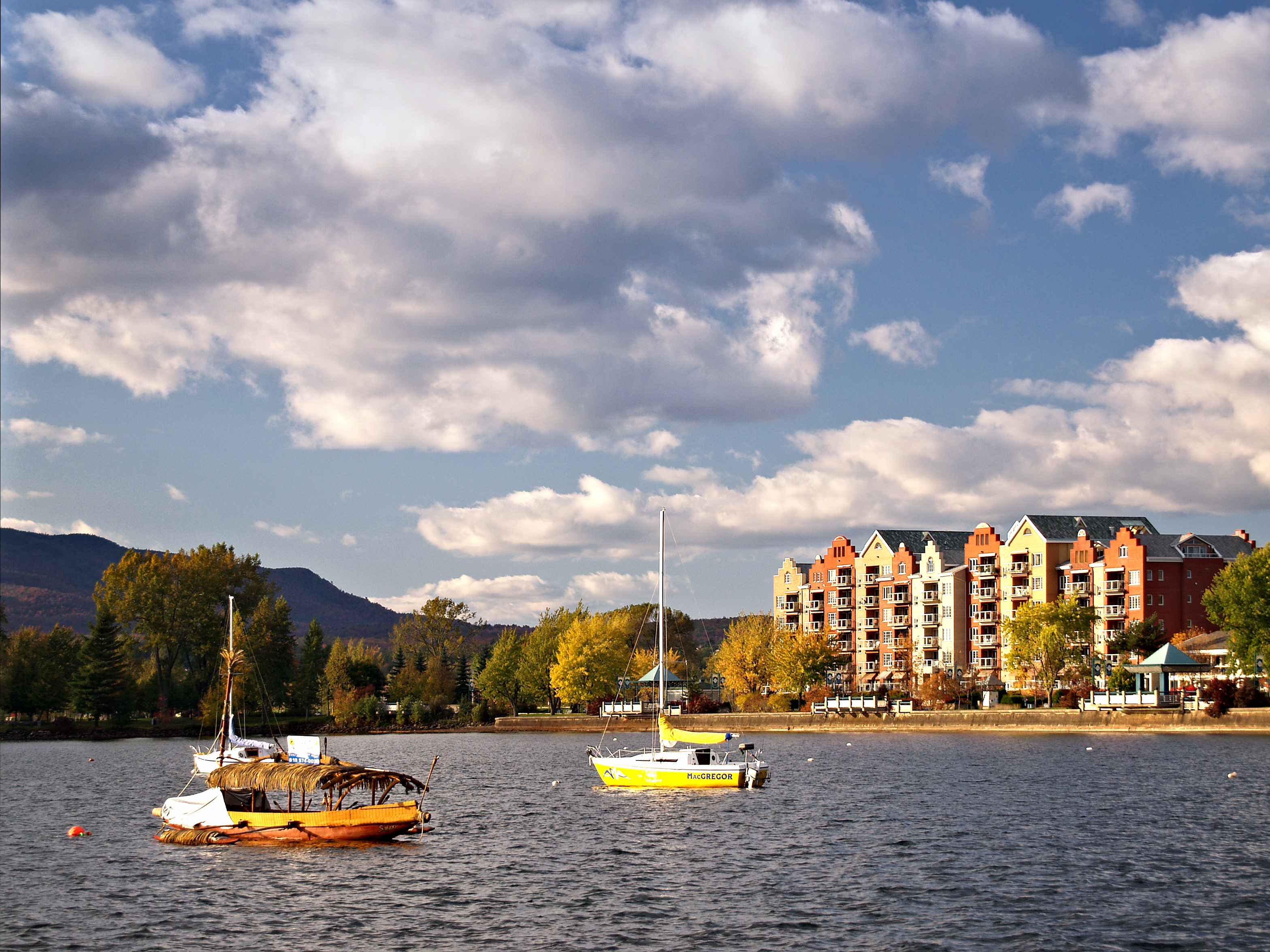
Extrémité nord du lac Memphrémagog
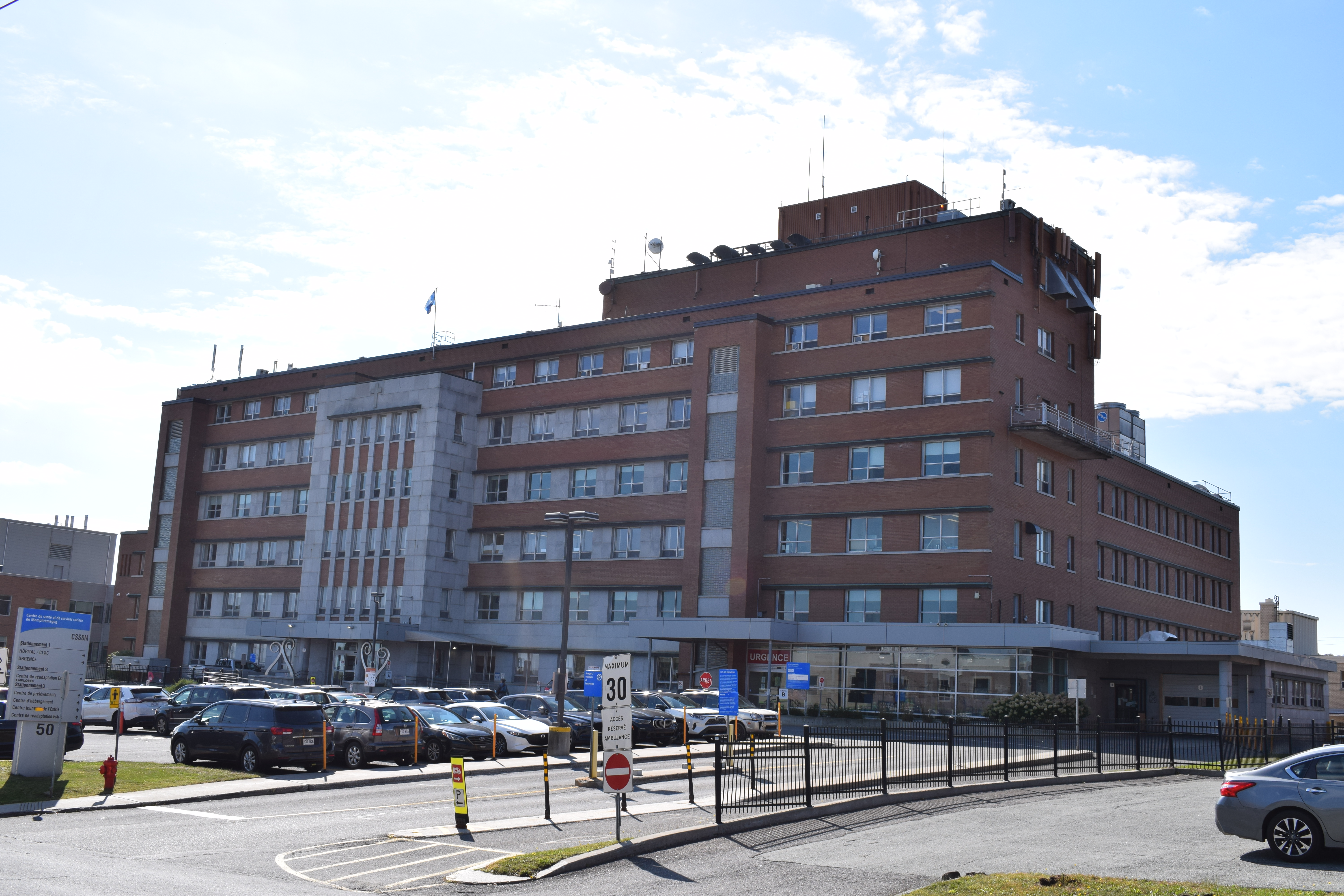
Hôpital La Providence
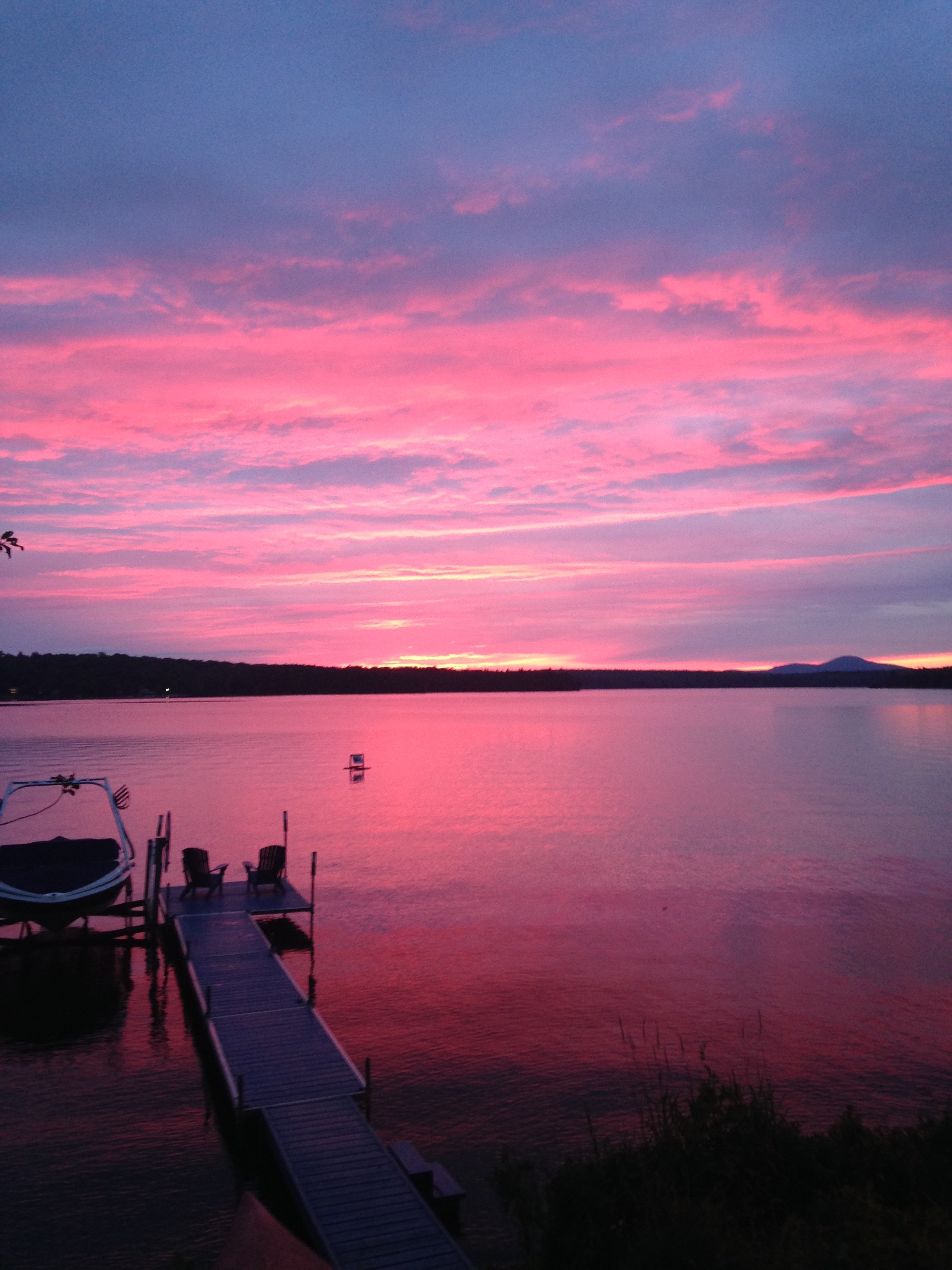

Notes et références
1. ↑  Répertoire des municipalités : Magog
2. ↑  « La Maison Merry de Magog », sur La Société d'histoire de Magog (consulté le 13 juillet 2014)
3. ↑  Société d'histoire de Magog, « Histoire de Magog en bref », sur Société d'Histoire de Magog, 2013 (consulté le 15 décembre 2020)
4. ↑  Toponymie : Magog
5. ↑  Toponymie : Memphrémagog
6. ↑  https://expo2.archivesmgrracine.org/fr/soin/filles-de-la-charite-du-sacre-coeur-de-jesus/contributions/creche-de-magog
7. ↑  « Couvent Sacré-Cœur (entre 1891 et 1912) », sur L’histoire de l’éducation à Magog : Des… (consulté le 15 novembre 2023).
8. ↑  https://www.histoiremagog.com/en-1912-le-couvent-st-patrice-prenait-de-lexpansion/
9. ↑  « L'industrie textile : un fil conducteur de l'histoire magogoise », sur La Société d'histoire de Magog (consulté le 15 octobre 2012)
10. ↑  Radio-Canada, « Un retour à la normale pour le tourisme à Magog », sur Radio-Canada, 25 juillet 2022 (consulté le 2 août 2025)
11. ↑  Date à laquelle il y a eu ajout de deux MRCs à l'Estrie, qui incluent la ville de Granby, qui a une plus grande importance que Magog en termes de population
12. ↑  Toponymie : Omerville
13. 1 2  Recensement 2006 : Magog
14. ↑  Radio-Canada, « Une contamination de plastique « jugée préoccupante » dans la rivière Magog de Sherbrooke », sur Radio-Canada, 3 octobre 2022 (consulté le 2 août 2025)
15. ↑  « Statistique Canada - Profils des communautés de 2006 - Magog, V » (consulté le 23 juillet 2020)
16. ↑  « Statistique Canada - Profils des communautés de 2016 - Magog, V » (consulté le 22 juillet 2020)
17. ↑  « 7. L’immigration canadienne-française et les premières écoles catholiques », sur L’histoire de l’éducation à Magog : Des pionniers à la Révolution tranquille (consulté le 12 février 2021)
18. ↑  Statistique Canada Gouvernement du Canada, « Tableau de profil, Profil du recensement, Recensement de la population de 2021 », sur www12.statcan.gc.ca, 9 février 2022 (consulté le 19 décembre 2023)
19. ↑  « Liste des municipalités divisées en districts électoraux », sur DGEQ (consulté en janvier 2018)
20. ↑  Alain Goupil « Montessori inaugure son école au coeur du parc Orford », La Tribune, 30 novembre 2017.
21. ↑  Author st et ish, « Culture et patrimoine », sur Ville de Magog (consulté le 16 octobre 2021)
22. ↑  Emy Lafortune, « Les Magogois devront être courtois pour recevoir une réponse de la Ville », sur Radio-Canada, 22 novembre 2022 (consulté le 2 août 2025)
23. ↑  Pierre-Olivier Girard, « Un dernier gros «party» à Magog avant la saison froide », sur Le Reflet du Lac, 18 septembre 2023 (consulté le 21 mars 2025)
24. ↑  Pierre-Olivier Girard, « La Fête de l'eau fait un retour à la plage des Cantons », sur Le Reflet du Lac, 9 août 2024 (consulté le 21 mars 2025)
25. ↑  Dany Jacques, « La 3e édition de Spirituo se tiendra les 20 et 21 juillet », sur Le Reflet du Lac, 24 mai 2024 (consulté le 21 mars 2025)
26. ↑  Pierre-Olivier Girard, « Magog Magique débarque au centre-ville ce samedi », sur Le Reflet du Lac, 6 décembre 2024 (consulté le 21 mars 2025)
27. ↑  Emilie Richard, « 30 ans pour la Fête des neiges de Magog », sur Radio-Canada, 14 janvier 2025 (consulté le 2 août 2025)
28. ↑  Jeanne Trépanier, « Magog s’anime pour la Fête des Vendanges », sur Radio-Canada, 31 août 2024 (consulté le 2 août 2025)
29. ↑  Isabelle Paré, « Une église Art déco est convertie en bibliothèque à Magog », sur Le Devoir, 23 juillet 2011 (consulté le 23 décembre 2022)
30. ↑  « Ouverture du sentier glacé à Magog juste à temps pour le congé des Fêtes », sur Le Reflet du Lac, 22 décembre 2021 (consulté le 23 décembre 2021)
31. ↑  Farfan, Matthew, Cybermagazine Patrimoine des Cantons, Memphré, monstre du lac Memphrémagog
32. ↑  Véronique Larocque, « Nouveauté: Dans une bulle à Magog, au bistro Kóz », La Presse,‎ 30 janvier 2025 (lire en ligne, consulté le 21 mars 2025)
33. ↑  « Magog », Environnement Canada, 1971-2000 (consulté le 13 février 2010)